# 3396 Muazzez
3396 Muazzez è un asteroide della fascia principale del diametro medio di circa 37,63 km. Scoperto nel 1915, presenta un'orbita caratterizzata da un semiasse maggiore pari a 3,3915900 au e da un'eccentricità di 0,1792107, inclinata di 8,32052° rispetto all'eclittica.
L'asteroide è dedicato allo statunitense Muazzez K. Lohmiller, operatore allo Smithsonian Astrophysical Observatory.